# 高山村 (群馬県)
高山村（たかやまむら）は、群馬県中北部、吾妻郡に属する村。吾妻郡の東端に位置し、ほぼ四方を山に囲まれる山村である。
村内のもっとも低いところでも標高約420mであり、もっとも高いところは標高1250mを超える。1998年10月1日に施行された光環境条例によって、夜空が守られている。

## 地理

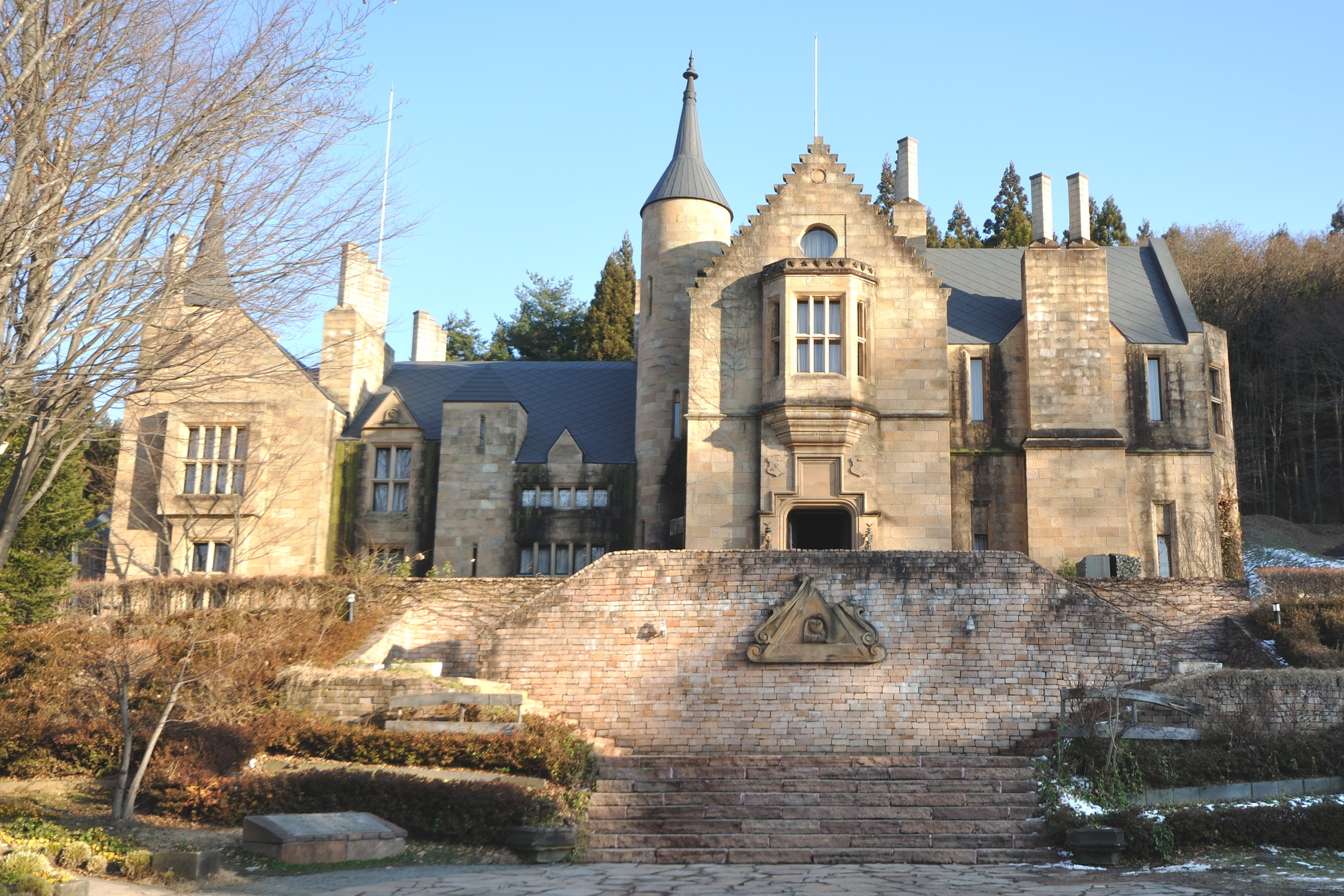
権現峠にあるロックハート城

周囲を山に囲まれた盆地（中山盆地）に立地している。かつて三国街道が村の南北を貫き、中山宿が置かれていた。

### 山岳
- 三並山 - 町の中心の南西に位置する。以下の3つの山が連なって見えることからこう呼ばれる。
  - 小野子山 - 渋川市との境。標高1208.3m。
  - 中ノ岳 - 渋川市との境。標高1188m。
  - 十二ヶ岳 - 渋川市との境。標高1200.9m。
- 破風山(はふやま) - 町の中心の北東に位置するみなかみ町との境。標高1068m。
- 切ヶ久保峠 - みなかみ町との境。かつての三国街道上にあり布施宿へ至る。明治期の隧道があるが、現在は廃道。
- 不動峠 - みなかみ町との境。かつての三国街道枝道上にあり塚原宿へ至る。現在は廃道。峠近くには金比羅宮が置かれている。
- 赤根峠 - みなかみ町との境。不動峠の東側に作られた新道上にある。県道36号上に全長913m赤根トンネルが1997年5月に開通した。峠道は旧道として残っているが、2013年4月現在、単管バリケードが置かれ通行不能となっている。
- 権現峠 - 沼田市との境。国道145号が通過する。そばに大理石村ロックハート城がある。若山牧水の歌碑が置かれている。
- 子持山 - 山頂が沼田市と渋川市との境にある標高1296.1mの山。山の西側の大部分が村内にある。
  - 合之沢橋 - 県道36号上にある橋。渋川市との境。
- 中山峠 - かつての三国街道、現在の県道36号上にあり、渋川に至る。峠は村域にありほかの自治体との境界にはなっていない。

### 河川
利根川水系であり、吾妻川の支流の名久田川が流れている。
- 利根川
  - 吾妻川
    - 名久田川(以下の川を村内で併せ、西南西へ流れて中之条町へ至る)
      - 火之口川
      - 赤狩川
      - 判形沢川
      - 役原川
      - 五領沢川
      - 西沢川
      - 梅沢川

### 隣接する自治体
- 渋川市
- 沼田市
- 利根郡みなかみ町
- 吾妻郡中之条町

## 沿革
- 1878年（明治11年）12月7日 - 郡区町村編制法の群馬県での施行により、行政区画としての西群馬郡を設置。
- 1889年（明治22年）4月1日 - 町村制施行に伴い、西群馬郡の尻高村と中山村が合併し高山村が誕生。（現・高山村尻高、高山村中山）
- 1896年（明治29年）4月1日 - 高山村が西群馬郡から吾妻郡へ編入され、現在に至る。
- 1953年（昭和28年）5月18日 - 二級国道145号長野原沼田線として指定施行。
- 1965年（昭和40年）4月1日 - 二級国道145号が道路法改正により一級・二級区分が廃止されて一般国道145号となる。

## 行政
- 村長 - 後藤幸三（2014年3月31日 - 現職）[1]

### 歴代村長
| 代        | 氏名       | 就任日                     |
| --------- | ---------- | -------------------------- |
| 初        | 有馬俊平   | 1889年（明治22年）5月17日  |
| 2         | 星野善内   | 1889年（明治22年）12月10日 |
| 3         | 田村和七郎 | 1893年（明治26年）2月9日   |
| 4         | 松井豊八   | 1895年（明治28年）9月3日   |
| 5         | 大沢惣蔵   | 1897年（明治30年）7月4日   |
| 6         | 後藤晋之丈 | 1898年（明治31年）2月12日  |
| 7         | 林善一郎   | 1899年（明治32年）5月8日   |
| 8         | 都筑爲吉   | 1900年（明治33年）12月21日 |
| 9         | 平形亀三郎 | 1905年（明治38年）1月9日   |
| 10        | 奈良五郎作 | 1905年（明治38年）12月11日 |
| 11        | 唐沢国太   | 1906年（明治39年）12月3日  |
| 12        | 佐藤春吉   | 1907年（明治40年）5月25日  |
| 13        | 後藤景太   | 1909年（明治42年）6月2日   |
| 14        | 奈良五郎作 | 1912年（明治45年）1月25日  |
| 15        | 飯塚義晃   | 1913年（大正2年）8月14日   |
| 16        | 斉藤幸助   | 1913年（大正2年）11月3日   |
| 17        | 松井豊八   | 1914年（大正3年）8月17日   |
| 18 - 20   | 奈良五郎作 | 1915年（大正4年）4月12日   |
| 21        | 林善一郎   | 1920年（大正9年）11月8日   |
| 22 - 23   | 奈良新八郎 | 1924年（大正13年）4月22日  |
| 24        | 佐藤濱吉   | 1931年（昭和6年）12月3日   |
| 25        | 笠原喜和造 | 1932年（昭和7年）10月26日  |
| 26        | 都筑和平   | 1935年（昭和10年）3月27日  |
| 27 - 28   | 松井信一   | 1939年（昭和14年）4月15日  |
| 29        | 飯塚晃     | 1947年（昭和22年）4月7日   |
| 30        | 奈良五郎作 | 1951年（昭和26年）4月13日  |
| 31        | 高柳晴夫   | 1954年（昭和29年）5月14日  |
| 32 - 33   | 平形亀三郎 | 1958年（昭和33年）5月14日  |
| 34 - 35   | 後藤正作   | 1966年（昭和41年）5月14日  |
| 36 - 37   | 平形満雄   | 1974年（昭和49年）3月31日  |
| 38 - 39   | 平形亀三郎 | 1982年（昭和57年）3月31日  |
| 40 - 43   | 割田良次   | 1990年（平成2年）3月31日   |
| 44 - 45   | 荒木毅     | 2006年（平成18年）3月31日  |
| 46 - 現職 | 後藤幸三   | 2014年（平成26年）3月31日  |

### 衆議院
- 任期 ： 2024年（令和6年）10月27日 - 2028年（令和10年）10月26日（「第50回衆議院議員総選挙」参照）

| 選挙区 | 議員名   | 党派名     | 当選回数 | 備考   |
| --- | -------- | ---------- | -------- | ------ |
| 群馬県第5区（高山村、渋川市、富岡市、安中市、高崎市〈旧群馬町・箕郷町・榛名町・倉渕村域〉、北群馬郡、甘楽郡、吾妻郡） | 小渕優子 | 自由民主党 | 9        | 選挙区 |

## 警察
- 吾妻警察署管内。
- 村内には高山駐在所が一か所あるのみ。

## 消防
- 吾妻広域消防本部東部消防署中之条分署管内。
- 村内には高山村消防団がある。

## 人口
| |                                        |  |
| 高山村と全国の年齢別人口分布（2005年） | 高山村の年齢・男女別人口分布（2005年） |  |
| ■紫色 ― 高山村 ■緑色 ― 日本全国 | ■青色 ― 男性 ■赤色 ― 女性              |  |
| 高山村（に相当する地域）の人口の推移 \| 1970年（昭和45年） \| 4,161人 \| \| \| 1975年（昭和50年） \| 4,421人 \| \| \| 1980年（昭和55年） \| 4,788人 \| \| \| 1985年（昭和60年） \| 4,079人 \| \| \| 1990年（平成2年） \| 4,087人 \| \| \| 1995年（平成7年） \| 4,088人 \| \| \| 2000年（平成12年） \| 4,348人 \| \| \| 2005年（平成17年） \| 4,351人 \| \| \| 2010年（平成22年） \| 3,911人 \| \| \| 2015年（平成27年） \| 3,674人 \| \| \| 2020年（令和2年） \| 3,511人 \| \| |                                        |  |
| 総務省統計局 国勢調査より |                                        |  |
| 1970年（昭和45年） | 4,161人                                |  |
| 1975年（昭和50年） | 4,421人                                |  |
| 1980年（昭和55年） | 4,788人                                |  |
| 1985年（昭和60年） | 4,079人                                |  |
| 1990年（平成2年） | 4,087人                                |  |
| 1995年（平成7年） | 4,088人                                |  |
| 2000年（平成12年） | 4,348人                                |  |
| 2005年（平成17年） | 4,351人                                |  |
| 2010年（平成22年） | 3,911人                                |  |
| 2015年（平成27年） | 3,674人                                |  |
| 2020年（令和2年） | 3,511人                                |  |

## 教育

### 幼稚園
- 高山村立高山幼稚園

### 小学校
- 高山村立高山小学校
  - 昭和58年(1983年)、高山村立東小学校と高山村立西小学校が統合した。

### 中学校
- 高山村立高山中学校

### 大学・短期大学

#### 廃校
- 私立
  - 群馬パース学園短期大学（2008年、廃止）

### 専門学校
- NIPPONおもてなし専門学校 高山校

## 経済
- セブンイレブン群馬高山中山店 - 村内唯一のコンビニ
- サンモール高山店 - 村内唯一の食品スーパーマーケット
- オリエント高山工場
- 村内にガソリンスタンドはない。2025年2月に村内唯一のガソリンスタンドが閉店した[2]。

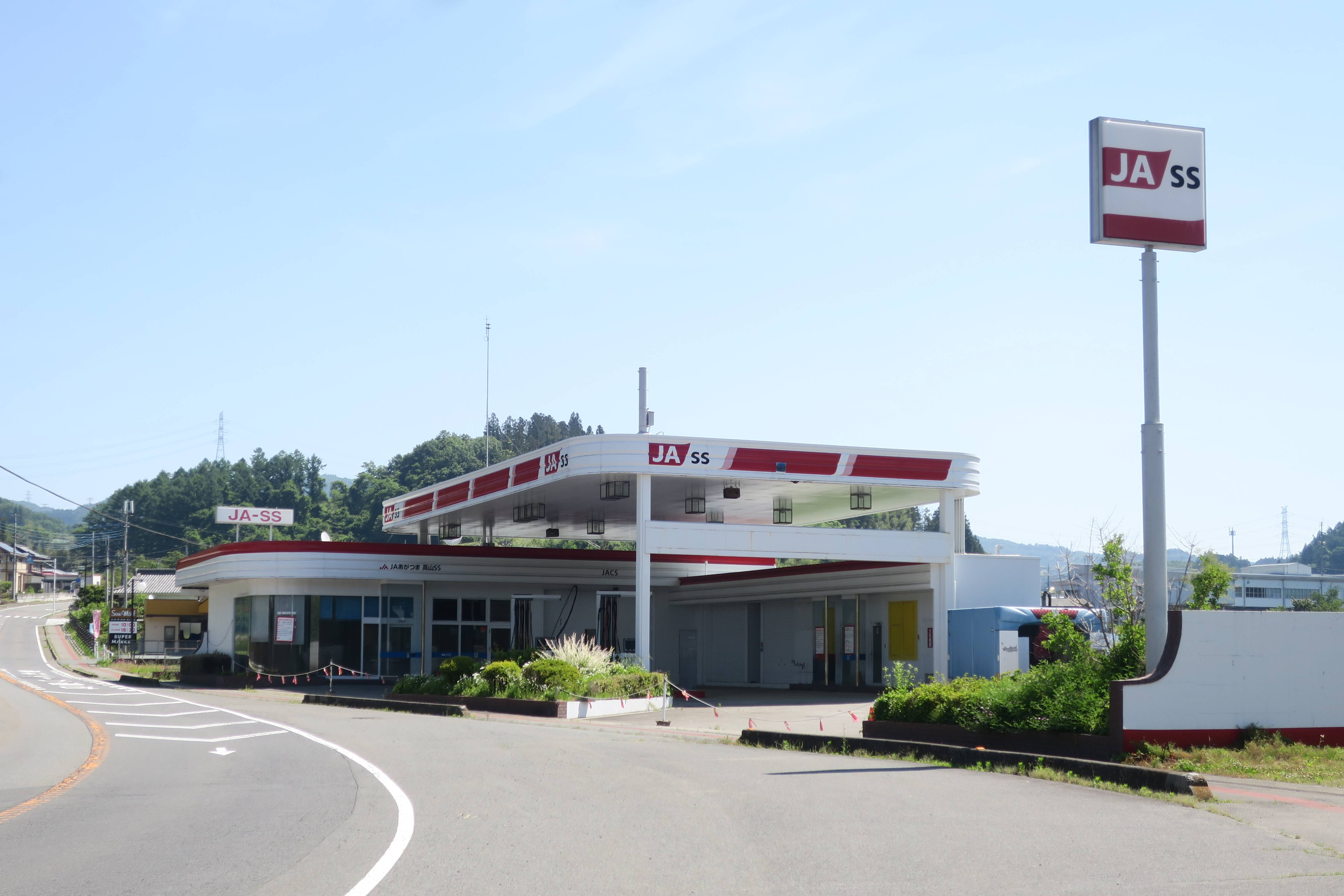
JA-SS高山SS跡（2025年2月閉店、6月撮影）

### 金融機関
- 高山郵便局 - 局番号04069
- 中山簡易郵便局
- JAあがつま高山支店
- 群馬銀行高山村役場店ATM

## 交通

### 鉄道
- 上越新幹線の中山トンネルが地下を通っているが村内に鉄道駅はない。最寄りは上越新幹線の上毛高原駅、上越線の後閑駅など。

#### 近隣の鉄道駅からのアクセス
- 上毛高原駅、後閑駅、吾妻線金島駅から県道36号経由でそれぞれ車で約20分。（南北ルート）
- 上越線の沼田駅もしくは吾妻線の中之条駅から国道145号経由でそれぞれ車で約20分から30分。（東西ルート）
- 沼田駅からは関越交通[3]（1日6本、620円）、中之条駅からは町が運行するたかやまバス[4]（1日7本、720円）がそれぞれ中山本宿まで運行される。

### 道路
- 2014年4月20日に道の駅中山盆地がオープン。(道の駅中山盆地)
- 国道145号:村内を東西に貫く - 日本ロマンチック街道の一部をなしている。
- 県道36号:村内を南北に貫く - 渋川市との境の近くにメロディーロードになっている部分があり、渋川市方面から走行すると星に願いをが流れる。
- 関越道月夜野ICより約10分で村に入る。
- 関越道渋川伊香保ICより約20分で村に入る。

### 路線バス

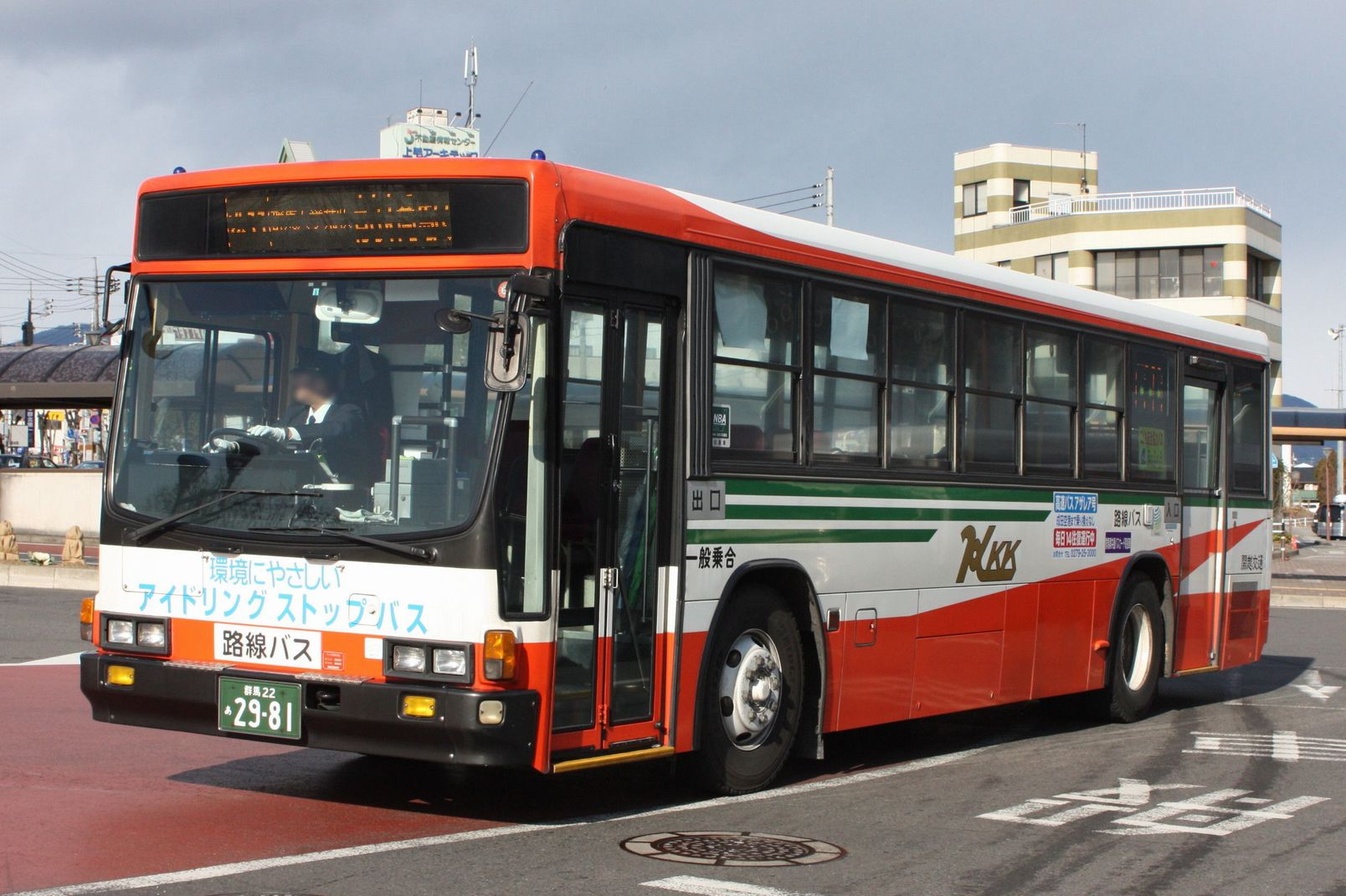
関越交通バス

- たかやまバス: 原町ベイシア - 中之条駅 - 高山村役場 - 高山小学校 - 高山温泉 - 中山本宿
- 関越交通: 中山本宿 - ロックハート城 - 沼田駅 - 沼田三軒屋 - (関越車庫※沼田方面最終便のみ)（時刻表）

## メディア
高山村内には地上デジタル放送の送信所がなく、居住区域での直接受信が難しい地域となっており、2019年現在では6つのテレビ受信組合に加入しケーブル方式で家庭に電波を届けているが、
老朽化による更新に合わせ、受信点から各集落まで光ケーブルで伝送したのち、そこから電波を発射し家庭等に届けるギャップフィラー方式の設備の設置準備が2020年現在行われている。
- GTV高山中継局がある。

## 観光
- 群馬県立ぐんま天文台
- 大理石村ロックハート城

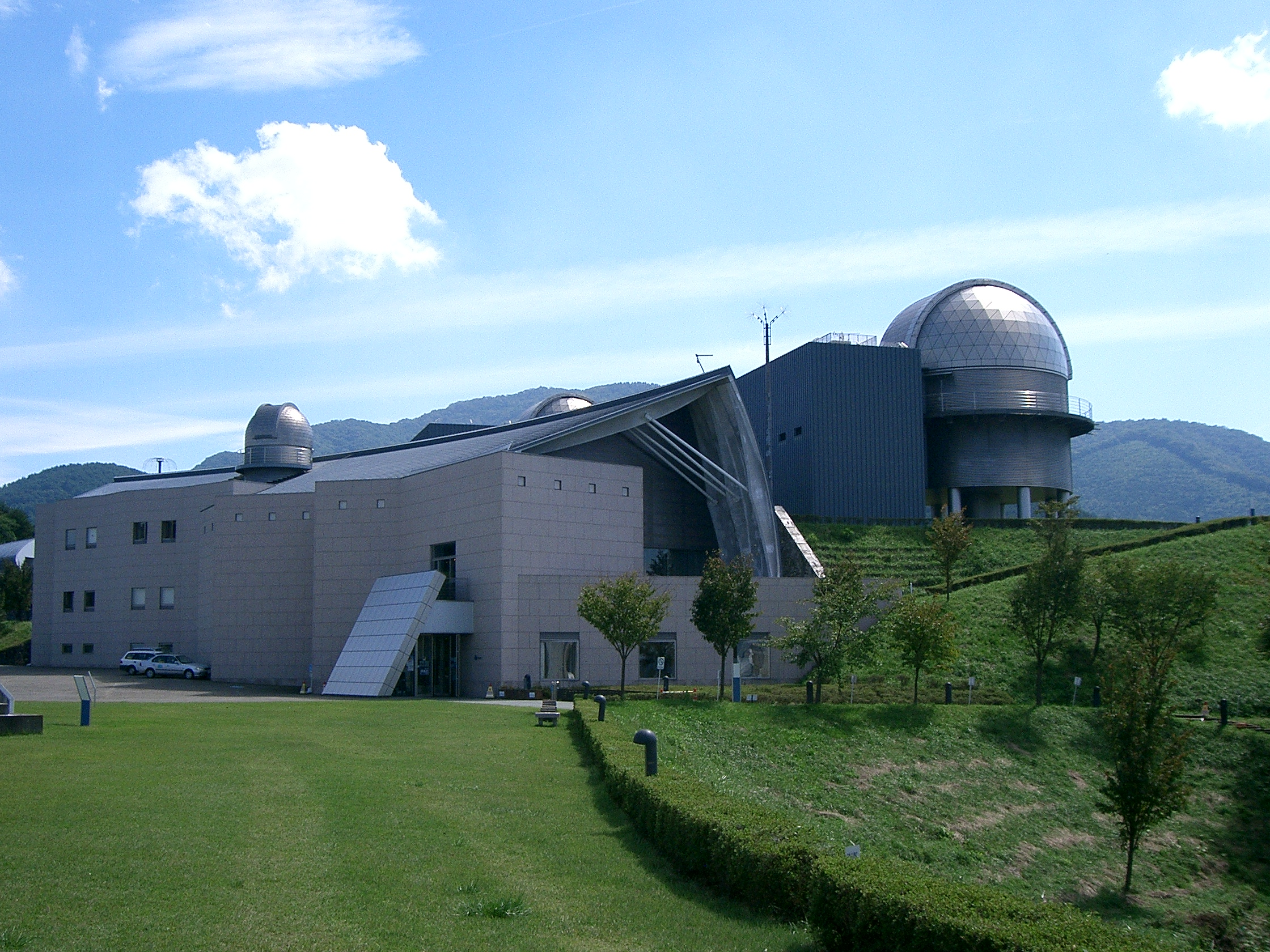
群馬県立ぐんま天文台

- 「ぐんまリフレッシュ高原リゾート」に指定されている。
- 天然温泉の高山温泉がある。
- 江戸時代、三国街道の宿場町であり、中山宿や、新田宿が保存されている。
- 名久田[注釈 1]教会 - 明治20年(1887年)に建てられた県内最古の洋風建築物。
- 塩原太助馬つなぎの松
- みどりの村キャンプ場
- 関越ゴルフ倶楽部中山コース
- 上毛森林カントリー倶楽部
- 高山ゴルフ倶楽部
- 群馬県立北毛青少年自然の家
- たかやま高原牧場

## 出身著名人
- 澄田智 - 第25代日本銀行総裁、元大蔵事務次官
- 平形雄策 - 初代農林水産省農産局長
- 唐澤恋花 - RCC中国放送アナウンサー